# Campionat d'Europa de bàsquet femení sub-16
El Campionat d'Europa de bàsquet femení sub-16 (oficialment en anglès, FIBA U16 Women's European Championship) és una competició europea de bàsquet femení. De caràcter anual, se celebrà per primer cop el 1976 i es disputà de forma biennal fins al 2003. És organitzada per FIBA Europa. Hi participen les jugadores de bàsquet amb una edat igual o inferior als setze anys. El campionat s'organitza en tres divisions (A, B i C). A la Divisió A competeixen setze seleccions agrupades en quatre grups. Disputen una primera fase en format de lligueta que determina el creuament de vuitens de final. La segona fase es disputa en format d'eliminació directa amb vuitens, quarts, semifinal i final. El guanyador és declarat campió d'Europa sub-16. Les tres seleccions pitjors classificades (14è, 15è i 16è) descendeixen a la Divisió B, mentre que els tres primers classificats d'aquesta ascendeixen a la Divisió A.

## Historial
| En negreta = Selecció campiona (prò.) = Pròrroga Nota. Classificació històrica de la Divisió A |

| I      | 1976 | Unió Soviètica | lligueta | Hongria | Bulgària | lligueta | Txecoslovàquia | Szczecin                    | [ 1 ]  |
| II     | 1978 | Unió Soviètica | 77–62 | Itàlia | Bulgària | 107–84 | Romania | Cuenca                      |        |
| III    | 1980 | Unió Soviètica | lligueta | Itàlia | Bulgària | lligueta | Romania | Zalaegerszeg, Pécs          |        |
| IV     | 1982 | Unió Soviètica | 66–65 | Iugoslàvia | Itàlia | 70–68 | Bulgària | Forssa, Uusikaupunki        |        |
| V      | 1984 | Unió Soviètica | 72–67 | Bulgària | Itàlia | 69–66 | Països Baixos | Perugia, Marsciano          |        |
| VI     | 1985 | Unió Soviètica | 78–55 | Itàlia | Iugoslàvia | 53–50 | Hongria | Tuzla                       |        |
| VII    | 1987 | Unió Soviètica | 83–58 | Txecoslovàquia | Iugoslàvia | 89–72 | Bulgària | Gorzów Wielkopolski         |        |
| VIII   | 1989 | Txecoslovàquia | 58–57 | Romania | Unió Soviètica | 95–66 | Espanya | Timișoara                   |        |
| IX     | 1991 | Unió Soviètica | 84–75 | Iugoslàvia | Itàlia | 79–72 | Hongria | Estarreja, Travassô, Anadia |        |
| X      | 1993 | Rússia | 66–65 | Espanya | Itàlia | 65–60 | Eslovàquia | Poprad                      |        |
| XI     | 1995 | Rússia | 104–68 | Itàlia | Bèlgica | 75–70 | Espanya | Władysławowo                |        |
| XII    | 1997 | Rússia | 69–60 | República Txeca | França | 66–62 | Belarús | Sopron                      |        |
| XIII   | 1999 | Espanya | 66–58 | RF Iugoslàvia | França | 57–50 | Rússia | Tulcea                      |        |
| XIV    | 2001 | França | 68–66 | Rússia | Croàcia | 80–67 | República Txeca | Veliko Tarnovo              |        |
| XV     | 2003 | Sèrbia i Montenegro | 73–61 | Belarús | Ucraïna | 89–67 | Espanya | Nevşehir                    |        |
| XVI    | 2004 | Espanya | 58–52 | Sèrbia i Montenegro | Rússia | 74–57 | Belarús | Asti, Biella, Novara, Cuneo |        |
| XVII   | 2005 | Espanya | 74–65 | França | Polònia | 60–55 | Turquia | Poznań                      |        |
| XVIII  | 2006 | Espanya | 80–78 | República Txeca | Lituània | 84–72 | Sèrbia i Montenegro | Košice                      |        |
| XIX    | 2007 | França | 60–57 | Espanya | República Txeca | 65–62 | Sèrbia | Valmiera                    |        |
| XX     | 2008 | Espanya | 71–59 | Itàlia | França | 73–44 | Suècia | Katowice                    | [ 2 ]  |
| XXI    | 2009 | Espanya | 57–53 | Bèlgica | França | 75–46 | Rússia | Nàpols                      | [ 3 ]  |
| XXII   | 2010 | Rússia | 71–53 | Croàcia | França | 50–44 | Sèrbia | Kozani, Ptolemaida          |        |
| XXIII  | 2011 | Espanya | 67–43 | Bèlgica | Itàlia | 82–48 | Turquia | Cagliari                    | [ 4 ]  |
| XXIV   | 2012 | Espanya | 70–49 | Itàlia | Rússia | 53–41 | Bèlgica | Miskolc                     | [ 4 ]  |
| XXV    | 2013 | Espanya | 54–49 | República Txeca | Hongria | 62–55 | Itàlia | Varna                       | [ 4 ]  |
| XXVI   | 2014 | Rússia | 72–47 | República Txeca | Espanya | 61–49 | França | Debrecen                    | [ 5 ]  |
| XXVII  | 2015 | República Txeca | 79–55 | Portugal | Itàlia | 70–54 | Espanya | Matosinhos                  |        |
| XXVIII | 2016 | Espanya | 64–48 | Alemanya | França | 68–50 | Itàlia | Udine                       | [ 6 ]  |
| XXIX   | 2017 | França | 63–55 | Hongria | Itàlia | 48–42 | Letònia | Bourges                     |        |
| XXX    | 2018 | Itàlia | 60–52 | República Txeca | Espanya | 64–47 | Turquia | Kaunas                      | [ 7 ]  |
| XXXI   | 2019 | Rússia | 73–66 | Lituània | Espanya | 72–57 | França | Skopje                      | [ 8 ]  |
| N/D    | 2020 | Edició cancel·lada per la pandèmia de COVID-19 a Portugal                                                                        | Edició cancel·lada per la pandèmia de COVID-19 a Portugal                                                                        | Edició cancel·lada per la pandèmia de COVID-19 a Portugal                                                                        | Edició cancel·lada per la pandèmia de COVID-19 a Portugal                                                                        | Edició cancel·lada per la pandèmia de COVID-19 a Portugal                                                                        | Edició cancel·lada per la pandèmia de COVID-19 a Portugal                                                                        | Matosinhos                  |        |
| N/D    | 2021 | Edició cancel·lada per la pandèmia de COVID-19 a Europa. Es disputà en el seu lloc la 2021 FIBA U16 Women's European Challengers | Edició cancel·lada per la pandèmia de COVID-19 a Europa. Es disputà en el seu lloc la 2021 FIBA U16 Women's European Challengers | Edició cancel·lada per la pandèmia de COVID-19 a Europa. Es disputà en el seu lloc la 2021 FIBA U16 Women's European Challengers | Edició cancel·lada per la pandèmia de COVID-19 a Europa. Es disputà en el seu lloc la 2021 FIBA U16 Women's European Challengers | Edició cancel·lada per la pandèmia de COVID-19 a Europa. Es disputà en el seu lloc la 2021 FIBA U16 Women's European Challengers | Edició cancel·lada per la pandèmia de COVID-19 a Europa. Es disputà en el seu lloc la 2021 FIBA U16 Women's European Challengers | Matosinhos                  | [ 9 ]  |
| XXXII  | 2022 | França | 65–61 | Espanya | Croàcia | 72–58 | Portugal | Matosinhos                  | [ 10 ] |
| XXXIII | 2023 | França | 67–63 | Espanya | Itàlia | 59–58 | Finlàndia | İzmir                       | [ 11 ] |
| XXXIV  | 2024 | Finlàndia | 49-47 | França | Espanya | 80-38 | Itàlia | Miskolc                     |        |

## Medaller històric
| Unió Soviètica = Seleccions desaparegudes Dades actualitzades el juny de 2025 |

| #  | Selecció nacional   | Or | Argent | Bronze | Total |
| -- | ------------------- | -- | ------ | ------ | ----- |
| 1  | Espanya             | 10 | 4      | 4      | 18    |
| 2  | Unió Soviètica      | 8  | 0      | 1      | 9     |
| 3  | Rússia              | 6  | 1      | 2      | 9     |
| 4  | França              | 5  | 2      | 6      | 13    |
| 5  | Itàlia              | 1  | 6      | 8      | 15    |
| 6  | República Txeca     | 1  | 5      | 1      | 7     |
| 7  | Sèrbia i Montenegro | 1  | 2      | 0      | 3     |
| 8  | Txecoslovàquia      | 1  | 1      | 0      | 2     |
| 9  | Finlàndia           | 1  | 0      | 0      | 1     |
| 10 | Iugoslàvia          | 0  | 2      | 2      | 4     |
| 11 | Bèlgica             | 0  | 2      | 1      | 3     |
| 11 | Hongria             | 0  | 2      | 1      | 3     |
| 13 | Bulgària            | 0  | 1      | 3      | 4     |
| 14 | Croàcia             | 0  | 1      | 2      | 3     |
| 15 | Lituània            | 0  | 1      | 1      | 2     |
| 16 | Belarús             | 0  | 1      | 0      | 1     |
| 16 | Alemanya            | 0  | 1      | 0      | 1     |
| 16 | Portugal            | 0  | 1      | 0      | 1     |
| 16 | Romania             | 0  | 1      | 0      | 1     |
| 20 | Ucraïna             | 0  | 0      | 1      | 1     |
| 20 | Polònia             | 0  | 0      | 1      | 1     |

## Estadístiques
| PPP = Punts per partit RBP = Rebots per partit APP = Assistències per partit |

| Any  | MVP                  | Màxima anotadora       | Màxima anotadora | Rebots               | Rebots | Assistències         | Assistències | refs.  |
| Any  | Nom                  | Nom                    | PPP              | Nom                  | RBP    | Nom                  | APP          | refs.  |
| ---- | -------------------- | ---------------------- | ---------------- | -------------------- | ------ | -------------------- | ------------ | ------ |
| 1976 |                      | Julia Lisziewicz       | 29,0             |                      |        |                      |              |        |
| 1978 |                      | Marinella Draguetti    | 24,3             |                      |        |                      |              |        |
| 1980 |                      | Magdalena Pall         | 23,5             |                      |        |                      |              |        |
| 1982 |                      | Zagorka Počeković      | 25,7             |                      |        |                      |              |        |
| 1984 |                      | Radostina Dimitrova    | 24,4             |                      |        |                      |              |        |
| 1985 |                      | Danira Nakić           | 24,9             |                      |        |                      |              |        |
| 1987 |                      | Zana Lelas             | 26,6             |                      |        |                      |              |        |
| 1989 |                      | Efthymia Vardaki       | 17,0             |                      |        |                      |              |        |
| 1991 |                      | Vedrana Grgin-Fonseca  | 23,3             |                      |        |                      |              |        |
| 1993 |                      | Anna Petrova           | 19,4             |                      |        |                      |              |        |
| 1995 |                      | Linda Todd             | 22,1             | Parthena Nikolaidou  | 11,1   | Laia Palau           | 4,0          |        |
| 1997 |                      | Marta Fernández        | 21,3             | Olga Zytomirska      | 9,1    | Kathy Wambe          | 3,4          |        |
| 1999 |                      | Ana Lelas              | 20,8             | Yelena Leuchanka     | 20,8   | Ana Lelas            | 2,8          |        |
| 2001 |                      | Lolita Lymoura         | 20,7             | Elodie Godin         | 12,0   | Lolita Lymoura       | 5,7          |        |
| 2003 |                      | Anastasiya Verameyenka | 19,5             | Saynur Tozlu         | 16,7   | Emanuela Salopek     | 6,3          |        |
| 2004 |                      |                        |                  |                      |        |                      |              |        |
| 2005 |                      | Nastassia Malashkova   | 19,3             | Gintare Petronyte    | 13,1   | Sviatlana Kudrashova | 4,3          |        |
| 2006 | Katerina Bartonova   |                        |                  |                      |        |                      |              | [ 12 ] |
| 2007 | Diandra Tchatchouang | Olesia Malashenko      | 25,6             | Olesia Malashenko    | 15,6   | Leonor Rodríguez     | 5,0          | [ 13 ] |
| 2008 | Farhiya Abdi         | Snezana Colic          | 17,4             | Monika Grigalauskyte | 13,3   | Ramona Cossengue     | 5,1          | [ 14 ] |
| 2009 |                      | Brigitta Barta         | 22,2             | Emma Meesseman       | 12,8   | Olcay Cakir Turgut   | 4,0          |        |
| 2010 | Olivia Epoupa        | Kourtney Treffers      | 18,6             | Marlés Balart        | 12,1   | Dominika Owczarzak   | 4,3          | [ 15 ] |
| 2011 | Hind Ben Abdelkader  | Sanja Mandic           | 22,7             | Hülya Coklar         | 11,1   | Inja Butina          | 5,3          | [ 16 ] |
| 2012 | Cecilia Zandalasini  | Emma Stach             | 19,2             | Anita Kelava         | 9,5    | Kseniia Levchenko    | 4,0          | [ 17 ] |
| 2013 | Ángela Salvadores    | Ángela Salvadores      | 16,7             | Maria Vadeeva        | 13,3   | Chrysoula Kilazidou  | 5,3          | [ 18 ] |
| 2014 | Maria Vadeeva        | Maria Vadeeva          | 17,9             | Maria Vadeeva        | 16,2   | Sevara Nuritdinova   | 3,7          |        |
| 2015 | Ana Ramos            | Kamila Ogun            | 16,6             | Nyara Sabally        | 12,9   | Ana Ramos            | 4,4          |        |
| 2016 | Luisa Geiselsöder    | Jelena Metrovic        | 19,7             | Jelena Metrovic      | 16,5   | Marine Fauthoux      | 3,3          | [ 19 ] |
| 2017 | Iliana Rupert        | Veronika Pavliuchenko  | 15,9             | Emily Bessoir        | 14,0   | Nika Mühl            | 6,7          | [ 20 ] |
| 2018 | Caterina Gilli       | Alberte Rimdal         | 18,1             | Simona Visockaitė    | 12,6   | India Farcy          | 5,6          | [ 21 ] |
| 2019 | Anastasiia Kosu      | Justė Jocytė           | 19,6             | Anastasiia Kosu      | 14,1   | Eleni Bosgana        | 4,1          | [ 22 ] |
| 2022 | Iyana Martín         | Tanja Valančič         | 19,0             | Petra Božan          | 15,0   | Ella Majstorović     | 5,4          | [ 23 ] |
| 2023 | Ainhoa Risacher      | Olivia Vukoša          | 22,6             | Olivia Vukoša        | 17,1   | Lena Bilić           | 7,1          | [ 24 ] |